# Лобода ряснонасінна
Лобода́ ряснонасінна, лобода багатонасінна, лобода многонасінна (Chenopodium polyspermum L.) — вид рослин з роду лобода (Chenopodium) родини амарантових (Amaranthaceae).

## Загальна біоморфологічна характеристика

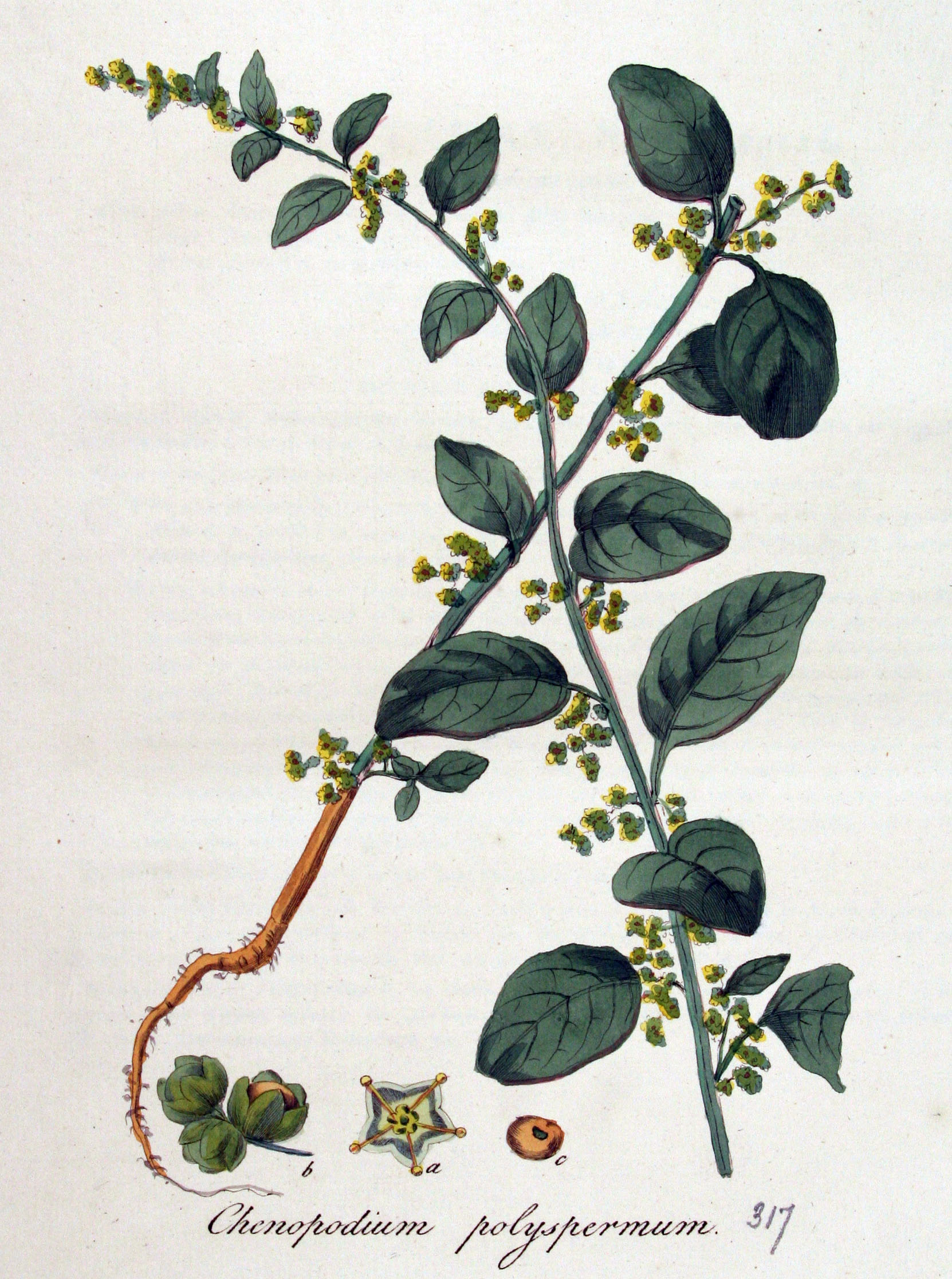
Ілюстрація лободи багатонасінної у книзі Яна Копса «Flora Batava», Volume 4 (1822)

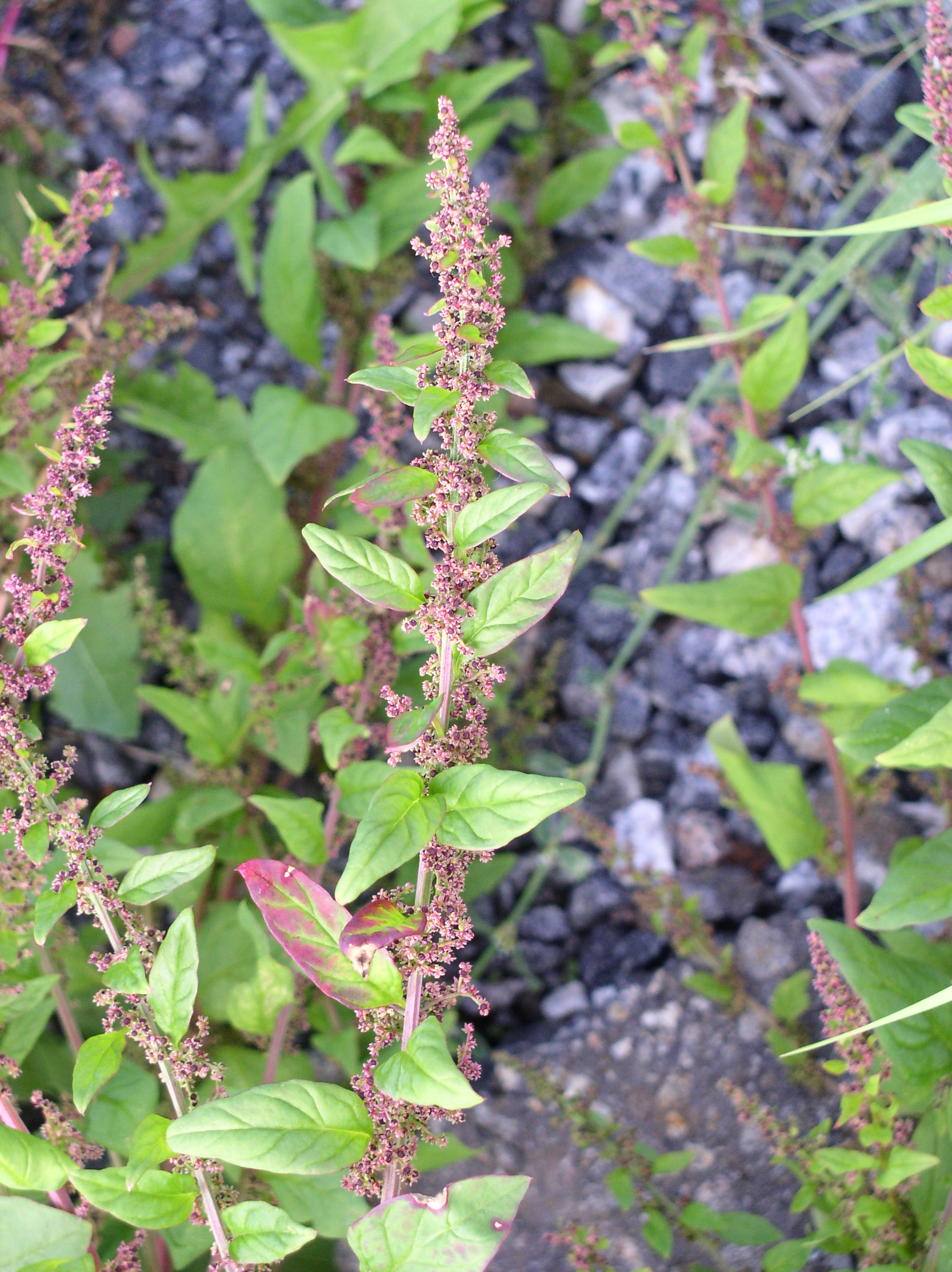
Лобода багатонасінна в Турку, Фінляндія

Поліморфний вид. Однорічна ярова рослина 10—100 см заввишки, з голим прямим або висхідним стеблом зі світлими поздовжніми смужками, від основи гіллястим. Листки 1-6 см завдовжки, 1—3 см завширшки, чергові, черешкові, яйцеподібні або довгасто-овальні, цілокраї, біля основи закруглено-клиноподібні. Листя першої пари зверху брудно-зелені з фіолетовим відтінком, знизу яскраво-фіолетово-червоні. Підсім'ядольне коліно також фіолетово-червоного кольору. У міру зростання рослини яскраве фіолетово-червоне забарвлення зникає і замінюється темно-зеленим. Квітки обох статей, 5-членні, розташовані як у кінцевих, так і пазушних, мутовчато-колосоподібних суцвіттях. Цвіте з липня по вересень. Листочки оцвітини до основи вільні, зелені, по краю широкоплівчасті, загострені, голі, не прилягають щільно до насіння. Насіння округле, чорно-буре, блискуче, 0,9 мм в діаметрі. Насіннєва шкірка з дуже дрібними радіальними борозенками. Продуктивність — до 100 000 насінин.
Число хромосом: 2n = 18.

## Поширення
Ареал:
- Азія
  - Західна Азія: Ізраїль; Туреччина
  - Кавказ: Вірменія; Азербайджан; Грузія; Російська Федерація — Передкавказзя, Дагестан
  - Сибір: Західний Сибір
- Європа
  - Північна Європа: Данія; Фінляндія; Норвегія; Швеція; Велика Британія
  - Середня Європа: Австрія; Бельгія; Чехія; Німеччина; Угорщина; Нідерланди; Польща; Словаччина; Швейцарія
  - Східна Європа: Білорусь; Естонія; Латвія; Литва; Молдова; Російська Федерація — Європейська частина; Україна [вкл. Крим]
  - Південно-Східна Європа: Албанія; Боснія і Герцеговина; Болгарія; Хорватія; Греція; Італія [вкл. Сицилія]; Північна Македонія; Чорногорія; Румунія; Сербія; Словенія
  - Південно-Західна Європа: Франція [вкл. Корсика]; Португалія; Іспанія

Широко натуралізований вид в інших місцях.
В Україні зростає на піщаних обривах і берегах водойм, на засмічених місцях — на всій території, на півдні рідко. Харчова, лікарська рослина.

## Екологія
Є сегетальним бур'яном в посівах просапних, на городах, в садах, на луках. Зустрічається також як рудерал по піщаних обривах річок і берегах водойм, вздовж доріг, біля будинків, парканів, на сміттєвих місцях. Віддає перевагу досить вологому і в той же час добре аерованому ґрунту. Насіння проростає в найбільшому числі при поверхневому знаходженні або на незначній глибині.

## Господарське значення
Особливо шкідливий у городах — прилеглі до ґрунту, добре облиствлені, гіллясті стебла Chenopodium polyspermum вимагають багато місця і легко заглушають слабкі культурні рослини. У деяких місцевостях молоді листя і пагони вживаються як овоч. Має значення в народній медицині від головного болю. Зола цієї рослини містить багато поташу. Захисні заходи: просапка ґрунту в городах, обробка ґрунту спеціальними боронами на полях просапних культур.

## Систематика
Деякі сучасні систематики відносять цей вид до роду Chenopodium і вказують прийнятою назвою Chenopodium polyspermum L., в той же час, інші відносять його до роду Lipandra і вказують прийнятою назвою Lipandra polysperma (L.) S.Fuentes et al., а Chenopodium polyspermum вказують як синонім.